# Урбах (Ремс)
Урбах (њем. Urbach) општина је у њемачкој савезној држави Баден-Виртемберг. Једно је од 31 општинског средишта округа Ремс-Мур. Према процјени из 2010. у општини је живјело 8.525 становника. Посједује регионалну шифру (AGS) 8119076.

## Географски и демографски подаци
Урбах се налази у савезној држави Баден-Виртемберг у округу Ремс-Мур. Општина се налази на надморској висини од 275 метара. Површина општине износи 20,8 km². У самом мјесту је, према процјени из 2010. године, живјело 8.525 становника. Просјечна густина становништва износи 411 становника/km².